# Joelson Fernandes
Joelson Augusto Mendes Mango Fernandes, noto semplicemente come Joelson Fernandes (Bissau, 28 febbraio 2003), è un calciatore guineense naturalizzato portoghese, attaccante dell’Hatayspor.

## Caratteristiche tecniche
È un'ala sinistra tecnica e molto rapida che ama tagliare verso il centro del campo in modo da provare la conclusione a rete.
Nel 2020, è stato inserito nella lista dei migliori sessanta calciatori nati nel 2003, stilata dal quotidiano inglese The Guardian.

## Carriera

### Club
Cresciuto nel settore giovanile dello Sporting Lisbona, ha iniziato ad allenarsi con la prima squadra alla ripresa del campionato dopo la pausa dovuta alla pandemia di COVID-19. Ha esordito il 1º luglio 2020 subentrando ad Andraž Šporar nei minuti finali dell'incontro vinto 2-1 contro il Gil Vicente.
L’11 luglio 2023 firma da svincolato con l’Hatayspor, club della prima divisione turca.

### Nazionale
Nel 2019 ha giocato 3 partite con la nazionale portoghese Under-17.

## Statistiche
Statistiche aggiornate al 21 luglio 2020.

### Presenze e reti nei club
| Stagione        | Squadra          | Campionato      | Campionato | Campionato | Coppe nazionali | Coppe nazionali | Coppe nazionali | Coppe continentali | Coppe continentali | Coppe continentali | Altre coppe | Altre coppe | Altre coppe | Totale | Totale | Totale |
| Stagione        | Squadra          | Comp            | Pres       | Reti       | Comp            | Pres            | Reti            | Comp               | Pres               | Reti               | Comp        | Pres        | Reti        | Pres   | Reti   |        |
| --------------- | ---------------- | --------------- | ---------- | ---------- | --------------- | --------------- | --------------- | ------------------ | ------------------ | ------------------ | ----------- | ----------- | ----------- | ------ | ------ | ------ |
| 2019-2020       | Sporting Lisbona | PL              | 4          | 0          | CP+CdL          | 0               | 0               |                    | -                  | -                  |             | -           | -           | 4      | 0      |        |
| Totale carriera | Totale carriera  | Totale carriera | 4          | 0          |                 | 0               | 0               |                    | -                  | -                  |             | -           | -           | 4      | 0      |        |

## Palmarès

### Club

#### Competizioni nazionali
- Campionato portoghese: 1

Sporting Lisbona: 2020-2021
- Coppa di Lega portoghese: 1

Sporting Lisbona: 2020-2021
- Supercoppa di Portogallo: 1

Sporting Lisbona: 2021